# Plestiodon tetragrammus
Plestiodon tetragrammus (чотирисмугий сцинк) — вид сцинкоподібних ящірок родини сцинкових (Scincidae). Мешкає в Північній Америці.

## Опис
Чотирисмугі сцинки — невеликі або середнього розміру сцинки, довжина яких становить 7,5 см (без врахування хвоста) або 18 см (враховуючи хвіст). У довгосмугих сцинків верхня частина тіла сіра або світло-коричнева, від очей відходять світлі смуги, які виходять за межі передніх кінцівок. Короткосмугі сцинки мають більше темне забарвлення, смуги у них завершуються перед передніми кінцівками. Молоді сцинки мають яскраво-сині хвости, які з віком тьмяніють. Під час сезону розмноження у самців короткосмугих сцинків голова набуває помаранчевого відтінку, а у довгосмугих сцинків — червоного.

## Підвиди
Виділяють два підвиди:
- Plestiodon tetragrammus brevilineatus (Cope, 1880) — короткосмугий сцинк — від центрального і південно-західного Техасу до півночі Коауїли і Нуево-Леона, ізольована популяція мешкає в горах Сьєрра-дель-Нідо в штаті Чіуауа;
- Plestiodon tetragrammus tetragrammus Baird, 1859 — довгосмугий сцинк — від південного Техасу до північного Веракруса і Керетаро та на захід до Коауїли.

## Поширення і екологія
Чотирисмугі сцинки поширені в центральному і південному Техасі та на півночі Мексики. Вони живуть у малолісистих районах, причому коротколінійні сцинки віддають перевагу скелястим місцевостям, а довголінійні сцинки також зустрічаються на луках. В горах Чісос чотирисмугі сцинки зустрічаються на висоті до 2300 м над рівнем моря. Самиці відкладають 5-12 яєць, за якими пізніше наглядає. 